# Erigeron concinnus
Erigeron concinnus là một loài thực vật có hoa trong họ Cúc. Loài này được (Hook. & Arn.) Torr. & A.Gray mô tả khoa học đầu tiên năm 1841.